# Ferrovia Appenweier-Strasburgo
La ferrovia Appenweier – Strasburgo  (in francese iigne de Strasbourg à Appenweier ; in tedesco Bahnstrecke Appenweier–Strasbourg) è una linea principale che collega la stazione ferroviaria ad alta velocità francese di Strasburgo con la ferrovia tedesca Mannheim-Karlsruhe-Basilea. La linea è interamente elettrificata e a doppio binario.

## Storia
La ferrovia venne inaugurata il 2 gennaio 1861.
La linea fu elettrificata in corrente continua a 1500 V nel 1966.

## Percorso
| Continuation backward |

|  | Unknown route-map component "ABZg+l" | Unknown route-map component "CONTfq" |

| Station on track |

| Unknown route-map component "CONTgq" | Unknown route-map component "ABZgr" |  |

| Unknown route-map component "CONTgq" | Unknown route-map component "ABZg+r" |  |

| Stop on track |

| Non-passenger station/depot on track |

| Non-passenger station/depot on track |

| Unknown route-map component "TZOLLWo" |

| 07+70 |
| 13+90 |

| Station on track |

| Unknown route-map component "exCONTgq" | Unknown route-map component "eABZgr" |  |

| Unknown route-map component "hKRZWae" |

| Unknown route-map component "exCONTgq" | Unknown route-map component "eKRZo" | Unknown route-map component "exCONTfq" |

| Station on track |

| Stop on track |

| Unknown route-map component "SKRZ-G2u" |

|  | Unknown route-map component "dBS2c2" | Unknown route-map component "BS2rc" | Unknown route-map component "dSTR3h+l" | Unknown route-map component "CONTfq" |

| Small non-passenger station on track | Straight track |

| 01+20 |
| (0+9) |

| Unknown route-map component "ABZgl" | Unknown route-map component "ABZgr" |

|  | Straight track | Unknown route-map component "ABZg+l" | Unknown route-map component "CONTfq" |

| Straight track | Station on track |

| Stop on track | Straight track |

| One way leftward | Unknown route-map component "ABZg+r" |

|  | Continuation forward |